# Opechona occidentalis
Opechona occidentalis är en plattmaskart. Opechona occidentalis ingår i släktet Opechona och familjen Lepocreadiidae. Inga underarter finns listade i Catalogue of Life.